# Caroline Lucas
Caroline Patricia Lucas (Malvern, Inglaterra, Reino Unido, 9 de dezembro de 1960) é uma política britânica do Partido Verde da Inglaterra e do País de Gales, que serve como deputada por Brighton Pavilion desde 2010, tendo sido a primeira deputada do seu partido a ser eleita para a Câmara dos Comuns.
Nascida em Malvern (Worcestershire), Lucas formou-se na Universidade de Exeter e na Universidade de Kansas antes de receber o seu doutoramento de Exeter em 1989. Juntou-se ao Partido Verde, depois Partido Verde da Inglaterra e do País de Gales, em 1986, tendo sido deputada no Conselho de Oxfordshire entre 1993 e 1997. Foi mais tarde, Eurodeputada por Sudeste da Inglaterra entre 1999 e 2010, quando foi eleita como a primeira deputada verde à Câmara dos Comuns, pelo distrito eleitoral de Brighton Pavilion, tendo sido reeleita em 2015, 2017 e 2019, sempre com maiorias reforçadas.
Durante o seu mandato como eurodeputada e depois como deputada à Câmara dos Comuns, foi porta-voz do Partido Verde da Inglaterra e do País de Gales, entre 2003 e 2006 e 2007 e 2008, tendo depois sido eleita líder, aquando a revisão dos estatutos do partido, ocupando essa posição entre 2008 e 2012 e 2016 e 2018, neste último mandato com Jonathan Bartley como co-líder.
Caroline Lucas é conhecida como ativista e escritora sobre economia verde, localismo, alterglobalização, justiça comercial, bem-estar animal e alimentação. Enquanto política e ativista, trabalhou com organizações não-governamentais e think tanks, incluindo a Royal Society for the Prevention of Cruelty to Animals, a Campaign for Nuclear Disarmament e Oxfam.

## Vida pessoal

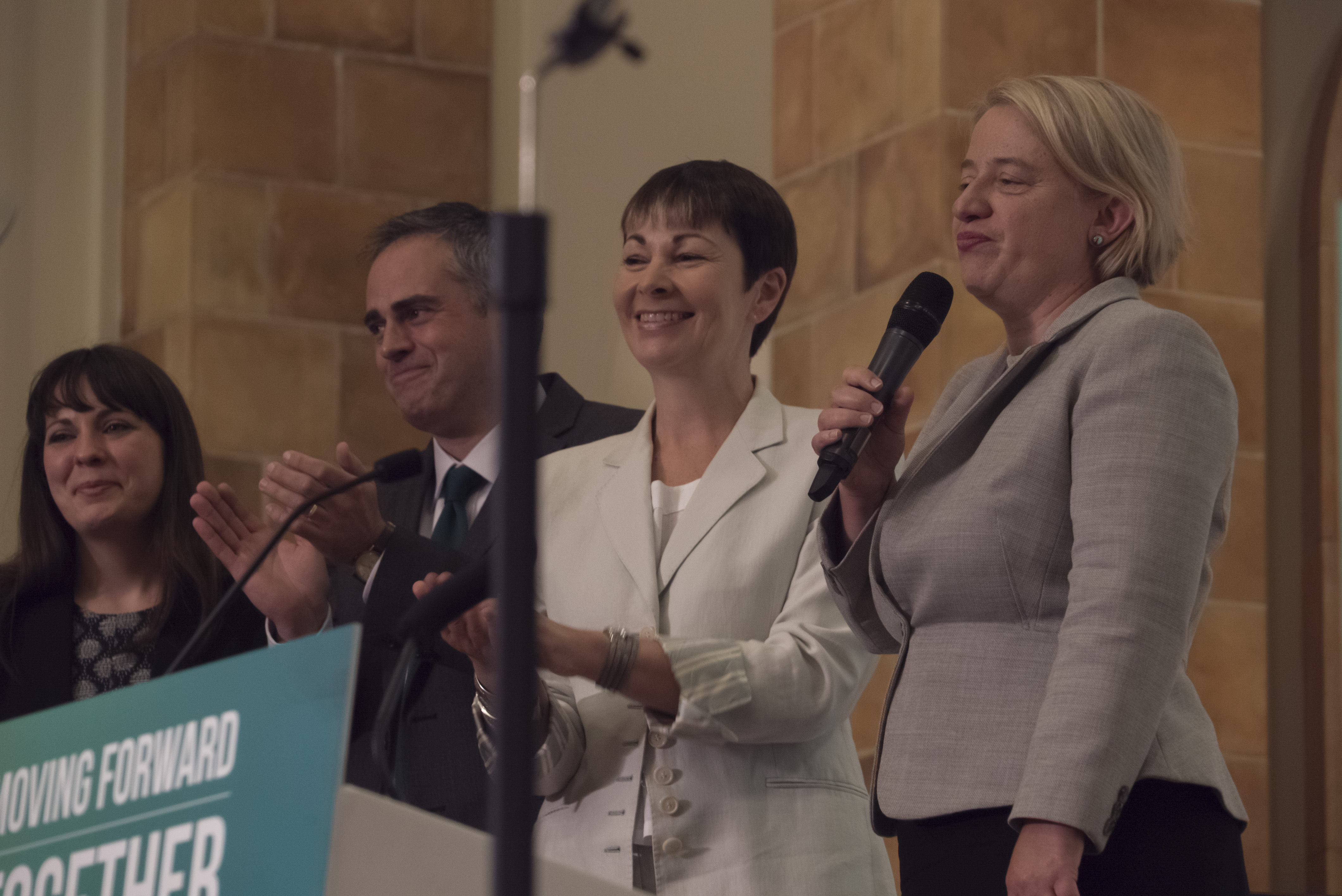
Da esquerda para a direita: Amelia Womack, Jonathan Bartley, Caroline Lucas e Natalie Bennett; na conferência anual do Partido Verde da Inglaterra e do País de Gales, em 2016.

Caroline Lucas é casada desde 1991 e tem dois filhos, um dos quais é académico da Universidade da Califórnia, em Santa Barbara. Lucas é um pescetariana (consome peixe, mas nenhuma outra carne).

## Filmes
Em 2016, um pequeno documentário sobre Lucas, One Green Seat, dirigido por Daniel Ifans e produzido por We Are Tilt, foi uma Seleção Oficial no Artemis Women in Action Film Festival de 2017 em Santa Monica, Califórnia.